# 京都市立修道小学校
京都市立修道小学校（きょうとしりつ しゅうどうしょうがっこう）は、かつて京都府京都市東山区にあった公立小学校。1869年開校、2002年閉校。

## 沿革
- 1869年 - 下京第30番組小学校として開校。その後、馬街小学校と改称される。
- 1892年 - 小学校令により、修道尋常小学校と改称。
- 1941年 - 国民学校令により、修道国民学校へと改称。
- 1945年 - 馬町空襲により被災
- 1947年 - 学校教育法により、京都市立修道小学校へと改称。
- 2002年 - 京都市立貞教小学校とともに、京都市立東山小学校へ統合され閉校。
- 2011年 - 京都市立開晴小中学校に統合され、東山小学校が閉校。
- 2013年 - 跡地に京都市立白河総合支援学校 東山分室が開設。
- 2016年 - 跡地に京都市立東山総合支援学校が開校。

## 校歌
千歳の都 東山

阿弥陀が峯を 仰ぎては

高きいさおを しのびつつ

鐘のひびきも 清水の

澄みて流るる 心もて

たゆまず学ぶ うれしさよ　